# Trallészi Apollóniosz
Trallészi Apollóniosz (Kr. e. 1. század) görög szobrász.
A trallészi Apodomórosz fia volt, a késő hellenisztikus művészet képviselője. Rhodoszon alkotott, és fivérével, a szintén szobrász Tauriszkosszal együtt készítette a Dirkhé bűnhődése című szoborcsoportot. Az alkotást – ifjabb Plinius szerint – Pollio Rhodoszról Rómába vitte. Ez a mű lehetett a Kr. e. 160 körül készült Farnese-bika (Nápolyi Régészeti Múzeum) előképe.